# LaFayette, Georgia
LaFayette är en stad (city) i Walker County, i delstaten Georgia, USA. Enligt United States Census Bureau har staden en folkmängd på 7 111 invånare (2011) och en landarea på 21,2 km². LaFayette är huvudort i Walker County.